# Molina di Ledro
Molina di Ledro là một đô thị ở tỉnh Trento ở vùng Trentino-Alto Adige/Südtirol của Ý, tọa lạc cách 35 km về phía tây nam của Trento. Tại thời điểm ngày 31 tháng 12 năm 2004, đô thị này có dân số 1.519 người và diện tích là 39,5 km². It was the birthplace of Andrea Maffei.
Molina di Ledro giáp các đô thị: Riva del Garda, Bezzecca, Pieve di Ledro, Tiarno di Sopra, Nago-Torbole, Limone sul Garda và Tremosine.

## Địa điểm tham quan
- Giardino Botanico Preistorico di Molina di Ledro, một vườn thực vật